# أودينارد
أودانارد (بالإنجليزية: Oudenaarde) هي بلدية بلجيكية في مقاطعة فلاندرز الشرقية الفلمنكية.  تتألف البلدية من مدينة اودينارد وبلدات بيفير واديلير وآين واينام وهيورن وليباجيم ومتر وميلدن وموليم ونيدرنيم وفولكيجيم وويلدن وجزء من أوويكي.
من القرن الخامس عشر إلى القرن الثامن عشر، وخاصة في القرن السادس عشر، كانت اودانارد مركزًا معروفًا عالميًا لإنتاج المنسوجات.  لا يزال اسم المدينة، الذي يعني "الحقل القديم"، باقٍ في "اوتنال"، وهو مصطلح إنجليزي قديم لنوع من خيوط الكتان البني.